# 제7회 가톨릭영화제
제7회 가톨릭영화제는 2020년 10월 29일에 열린 시상식이다.

## 수상 및 후보

### 대상
- 도와줘! - 김지안 수상

### 우수상
- 새장 - 윤대원 수상

### 장려상
- 아마 늦은 여름이었을 거야 - 김소형 수상
- 언젠간 터질 거야 - 서태범 수상

### 특별장려상
- 말리언니 - 임대청 수상

### 스텔라상
- 언젠간 터질 거야 - 이혜림 수상

### CaFF초이스 장편
- 천사의 선물 - 알리 자마니
- 행복을 전하는 편지 - 스베틀라나 수하노바
- 나의 패션 - 마르코 폴리니
- 그 여인 - 어트겅저릭 바트촐롱
- 에트러스칸 스마일 - 오데드 비넌 외 1명

### CaFF초이스 단편
- 빨간 풍선 - 애비 페더그린
- 태어나자마자 핵인싸 - 윤동기
- 섣달그믐 - 정 하오
- 주차를 못하는 남자 - 송현석
- 베라 - 로라 루비롤라

### CaFF애니메이션 장편
- 잃어버린 세계를 찾아서 - 크리스 버틀러

### CaFF애니메이션 단편
- 체리 온 탑 - 프리츠 스탄다트
- 우산 - 호세 프라츠 외 1명
- 나와 승자 - 김아영
- 바구니 소녀 - 수레쉬 에리얏
- 헬로, 마이 디어 - 알렉산드르 바실리예프
- 완벽하게 못된 아이들 - 타티아나 키셀리바
- 나비놀이 - 엘리자베타 칼로모바
- 민서와 할아버지 - 정휘빈
- 연 - 마틴 스마타나
- 너무 빠른 - 올가 카렌지나
- 빨간머리 병아리 - 셀리아 티세랑

### CaFF단편경쟁
- 말리 언니 - 임대청
- 재연 - 임종민
- 도와줘! - 김지안
- 인생은 실전이야 종만아 - 류지윤
- 굿바이! 굿마미 - 권용재
- 정재스럽다 - 이태훈
- 언젠간 터질 거야 - 서태범
- 대머리마을 이발사 - 성보경
- 유리창 - 한승원
- 이별여행 - 박수린
- 새장 - 윤대원
- 아마 늦은 여름이었을 거야 - 김소형
- 함께 살개 - 이윤지
- 달려라 택배 - 황옥영

### CaFF클래식
- 일 포스티노 - 마이클 래드포드

### 메이드 인 가톨릭
- 오렌지맛 콘크리트 - 유양욱
- 참기름 - 이동주